# 利口な女狐の物語
『利口な女狐の物語』（りこうなめぎつねのものがたり、チェコ語：Příhody lišky Bystroušky）は、レオシュ・ヤナーチェク作曲の第7作目のオペラで、彼の代表作である。台本はルドルフ・ティエスノフリーデクの物語に基づき、作曲者自身が作成した。
動物が大勢登場し、一見民話風あるいは童話風の外観であるが、その中に死と再生を繰り返す生命の不思議や自然への感動、あるいは畏怖の念が表現されている。ヤナーチェクは自身の人生観が込められた第3幕の森番のエピローグを、自分の葬儀で演奏するよう生前に希望しており、その葬儀の際には実際に演奏が行われた。

## 原作について
このオペラの原作は、ブルノの新聞「リドヴェー・ノヴィニ」に掲載された、スタニスラフ・ロレク（ Stanislav Lolek ）の絵にルドルフ・ティエスノフリーデク（ Rudolf Těsnohlídek ）がキャプションをつけた絵物語であった。画家のロレクは、ボヘミア南部の猟場の番人助手をしていたこともあって動物たちをよく知っており、活き活きとユーモラスな絵を描くことができた。ティエスノフリーデクはこの絵に詩をつけるように依頼されたが、最初は乗り気でなかった。しかし、方言を使うことを思いつき、リーシェニュ地方の方言を用いた散文で物語を書いた。作家は主人公を「機敏な女狐」（Liška Bystronožka）と名付けたが、印刷の際に植字工が「早耳の女狐」（Liška Bystrouška）と間違えてしまった。不思議なことに、これが修正されることなく主人公の名前となった。
オペラのタイトルも直訳すると『早耳の女狐の冒険』となるが、一般に『利口な女狐の物語』で親しまれている。『狡い女狐』の訳題も用いられ、まれに『女狐』を『子狐』とする場合もある。

## 作曲の経緯
「早耳の女狐の冒険」は大変な評判になった。ヤナーチェク家の家政婦マリー・スティスカローヴァも愛読者の一人であり、この物語でオペラを書くことを作曲家に奨めたのはこの家政婦だった。その時の様子を彼女は回想録に書いている。
「早耳の女狐の冒険」が連載されるようになって以来、マリーは新聞を主人に渡す前に台所で読むのを楽しみにしていた。ある日の絵がとてもユーモラスだったので彼女は思わず声を上げて笑ってしまった。その時ヤナーチェクが台所に現れ、「何がそんなにおかしいんだ」と尋ねた。彼女はバツの悪い思いをしながら「ビストロウシュカ（早耳）です。」と答えた。ヤナーチェクが何のことだか判らない様子だったので彼女は驚いて「ご存じないんですか? 新聞に載っているじゃないですか。」と言ってその絵を見せた。その絵と文章を見てヤナーチェクが微笑んだので、彼女は「旦那様は動物たちのことをよくご存じですよね。これはすてきなオペラになるんじゃないでしょうか。」と言った。ヤナーチェクは「早耳の女狐」が載った新聞を集め丹念に研究を始め、作者のティエスノフリーデクに面会を求めた。
1921年にこの物語が単行本になると、これに基づいてヤナーチェクは台本を書いた。翌1922年2月10日の手紙で、作曲を始めたことをカミラ・シュテスロヴァーに知らせている。
作曲は1923年3月に完了した。完成の翌年1924年10月に改訂され、改訂直後の1924年11月6日、ブルノ劇場でフランティシェク・ノイマンの指揮により初演された。
なお、日本での初演は1977年11月8日に大阪厚生年金会館にて行われた二期会関西支部公演である。

## オペラの内容

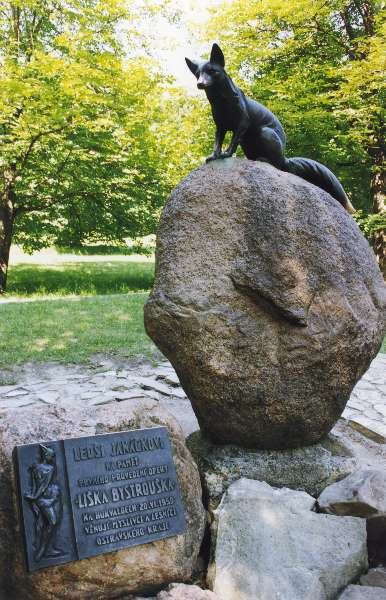
ヤナーチェクの故郷フクヴァルディにある『利口な女狐の物語』の記念碑

上演時間は、第1幕 30分、第2幕 40分、第3幕 35分、計 約1時間45分。

### 主な登場人物
- 森番（バリトン）
- 森番の妻（コントラルト）
- 校長（テノール）
- 司祭（バス）
- ハラシュタ（バス）：行商人
- パーセク（テノール）：居酒屋の主人
- パーセクの妻（ソプラノ）
- ビストロウシュカ（ソプラノ）：女狐
- 子供の頃のビストロウシュカ（子供のソプラノ）
- ズラトフシュビテーク（ソプラノ）：雄狐
- 森番の息子ペピーク（ソプラノ）、ペピークの友達フランティーク（ソプラノ）、森番の飼い犬ラパーク（メゾソプラノ）、雄鶏（ソプラノ）、雌鶏（ソプラノ）、カエル（子供のソプラノ）、きつつき（コントラルト）、蚊（テノール）、穴熊（バス）、ふくろう（ソプラノ）、かけす（ソプラノ）

### あらすじ

#### 第1幕
第1場 森の峡谷。夏の午後。
森番が銃を持って登場し、疲れたと言って休憩する。彼の血を吸った蚊をカエルが捕まえようとする。子供のビストロウシュカが登場、カエルを見て驚く。カエルも驚いて跳ねて森番の鼻の上に落ちる。森番が目を覚まし子狐を見つけて捕まえると、子供たちの待つ家へ連れて行く。
第2場 森番の家の庭。秋の午後。
犬のラパークがビストロウシュカに説教し、言い寄るが、彼女は拒絶する。森番の息子のペピークが友達のフランティークを連れて登場し、ビストロウシュカを棒でつつき始める。彼女は怒ってペピークにかみつく。その悲鳴を聞いて飛び出してきた森番の夫妻に彼女は縛り上げられてしまう。彼女が泣いていると、雄鶏が因縁をつけてからかう。彼女はその態度と雌鶏や雛鳥の盲目的な服従に腹を立てて、「雄鶏の支配に反抗して新しい秩序を作るんだ」と演説するが鶏たちは全く理解できずむしろ嘲笑を浴びせる。激昂したビストロウシュカは雄鶏を捕まえ雛鳥たちを殺して逃げ出す。

#### 第2幕
第1場 森の峡谷。夕方。
ビストロウシュカが穴熊の家に目をつける。彼女は森の生き物たちの同情をかい、うまく穴熊を追い出してしまう。
第2場 パーセクの居酒屋。夜。
校長と司祭と森番がトランプをしている。森番が校長を片思いのことでからかうと、校長は狐の話で応酬する。校長と司祭が帰り、森番は酒を飲むが居酒屋の主人にまた狐の話をされて突然出て行く。
第3場 森の中の小径。ヒマワリの茂み。
ヒマワリの茂みからのぞくビストロウシュカを、酔っぱらった校長は片思いの相手テリンカだと思い抱きしめようと駆け出すが、ヒマワリの茂みに落ち込んでしまう。司祭は思い出を回想している。森番は女狐を見て発砲するが弾は当たらない。
第4場 女狐の巣穴の前。夏の夜。
ビストロウシュカの巣穴の前を通りかかった雄狐ズラトフシュビテークと彼女は恋に落ちる。雄狐は彼女を散歩に誘い、彼女は自分がひとりぼっちであること、森番にひどい目に遭わされて逃げてきたこと、うまく巣穴を手に入れたことを話す。雄狐が狩に行きウサギを持って帰ってくる。彼らは互いに愛を告白し、二人で巣穴の中に消える。翌朝、きつつきの司祭役で二人は結婚式をする。

#### 第3幕
第1場 森のはずれ。秋の昼間。
鶏の行商人ハラシュタが登場して民謡を歌う。森番が通りかかり、ハラシュタは今度テリンカと結婚することになったと話す。森番は狐の足跡を見つけて罠を仕掛ける。ビストロウシュカが夫や子供を連れて登場し罠に気づき立ち止まる。妻になるテリンカに狐の襟巻きをプレゼントしてやろうと思ったハラシュタは狐たちを捕まえようとする。ビストロウシュカがおとりとなって逃げ回る間に夫と子供たちはハラシュタの鶏を食べてしまう。怒り狂ったハラシュタは銃を発砲しビストロウシュカは射殺されてしまう。
第2場 パーセクの居酒屋の庭
パーセクの妻が校長の相手をしているところへ森番が登場し、ビストロウシュカの巣穴がカラだったと話す。校長はテリンカが結婚するのでうちひしがれている。パーセクの妻はテリンカが新しい狐の襟巻きを持っていたと話す。森番は、居酒屋の陰気さに我慢ができなくなり、自分たちも年をとったんだと語り店を出て行く。
第3場 森の峡谷。日没の頃。
森の中で森番は若い頃のことを想い出している。結婚式の翌日に若い妻と二人でここに寝ころんだこと、情熱的な愛も年をとって失せてしまったこと。いつの間にか彼は眠ってしまう。ふと、彼は若い女狐に気づく。ビストロウシュカのことを想い出して今度はしっかり捕まえようとするが、捕まえたのはカエルだった。そういえばビストロウシュカを捕まえた時もカエルがいたと想い出していると、カエルが「あの時、あんたの上に落っこちたのはおいらの祖父さんだったんだ」と告げる。森番は、繰り返されてゆく生命の再生、自然のサイクルに感動する。

## このオペラが描いているもの
このオペラには、ヤナーチェクが生涯描き続けた重要な2つのテーマが盛り込まれている。

### 生命の森
原作は、このオペラでは第2幕にあたるビストロウシュカの結婚で終わっている。ヤナーチェクは台本を作成する際に、様々な工夫をして第3幕を書き足した。書き足された第3幕で演じられ、語られるものこそ、ヤナーチェクが語りたかったことであり、それゆえに彼はこの第3幕第3場が自分の葬儀で演奏されることを望んだのである。それは東洋の輪廻思想にもつながり、現代のエコロジー思想にもつながる生命の再生、自然のサイクルということである。この生の円環(えんかん)や照応は観念上のものであるよりは、ヤナーチェクの生活上の体験から感得されてきたものである。ヤナーチェクは、彼の父が音楽を教えたパヴェル・クルジージュコフスキーに音楽を学んだ。クルジージュコフスキーが父イジーと出会ったのも、ヤナーチェク自身が修道院でクルジージュコフスキーに出会ったのも、少年が11歳の時であった。また3歳の時に父親を亡くしたフィルクスニーにヤナーチェクは音楽を教えたが、自身は息子を2歳半で亡くしている。
また、生命を語ることは性を語ることである。『利口な女狐の物語』では随所に性を扱う箇所が見られる。第1幕第2場で犬のラパークが恋というものがわからないと言うと、ビストロウシュカは自分が見た小鳥の交尾を語る。第2幕第4場の雄狐ズラトフシュビテークとビストロウシュカとの恋の駆け引きはこのオペラの見所の一つであり、濃厚な音楽がつけられている。巣穴に巨大なベッドを用意する露骨な演出で演じられたこともある。そして夜が明けて彼らの結婚式の場面となる。原作ではこの結婚式はごく簡単に語られているにすぎないが、ヤナーチェクはこれを拡大し、祝祭的なクライマックスとした。この場面を描くことにより、第3幕で子狐を登場させることが可能となったのである。そして第3幕第3場で森番は、結婚式の翌日に森で新妻と寝ころんだと歌い、性交渉を暗示する。森は命をはぐくむ場所であり、老いた身を再生させる場所なのである。この歌を歌うために森番の役割は原作に比べ、はるかに重要なものとなっている。
モラヴィアの森を描く際、ヤナーチェクの音楽語法「発話旋律」、すなわち話し言葉の抑揚と音楽のメロディを一致させる手法は、オペラの持つ土俗的要素を強調する上で実に有効に機能しており、生き生きとした描写の成功に貢献している。

### 拘束からの自由
第1幕第2場でビストロウシュカが雌鶏たちに向かって行う、雄鶏からの解放を訴えるアジテーションは、実に興味深い。元来、抑圧からの解放は、ヤナーチェクの重要なモチーフであった。それは『利口な女狐の物語』の前作に当たるオペラ『カーチャ・カバノヴァー』のメイン・テーマでもあった（ヤナーチェクのテーマ参照）。結婚を拘束と捉えることは、たとえば本作の第2幕でビストロウシュカがズラトフシュビテークと巣穴に入ると、巣穴の前でトンボがダンスを踊る場面に現れている。実は第1幕でビストロウシュカが森番に捕まった時にも、やはりトンボが踊っていた。これはヤナーチェクにとって、結婚はすなわち囚われの身になることなのだという意味づけを象徴している。ズラトフシュビテークと出会う前の第2幕では森番の射撃からも逃げおおせた機敏なビストロウシュカも、囚われの身となった第3幕では夫と子供のために行商人の銃弾を受け、殺されてしまうのである。
夫や婚家の都合で抑圧され命を奪われる女性というテーマは、この時期のヤナーチェクを強く支配していた。この背後には、若い人妻カミラ・シュテスロヴァーへの強烈な思慕があった。彼女の結婚が（自分自身のそれと同様に）不幸なものであるというフィクションが彼の片思いを支えていた。しかし実際には、カミラの結婚生活は幸福なものであって、25歳（出会った1917年当時）の陽気で賢明なこの女性は、38歳も年上のヤナーチェクに対して、年長の友人に対する節度ある態度で接していた。「夫の支配から自由になれ」という訴えに対して雌鶏が耳を貸さなかったという物語は、滑稽で深刻な意味を持っている。

## マックス・ブロートの演出プラン
このオペラは、初め聴衆の困惑に迎えられた。結婚のハッピーエンドで終わる原作を知っていて、陽気な「早耳の狐の冒険」を期待する聴衆が、生命の再生を語るオペラにとまどうのは当然である。マックス・ブロートは聴衆に受け入れられやすいものにするため、テキストを改訂することを提案した。その結果、森番の妻とふくろう、司祭と穴熊、校長と蚊をそれぞれ一人二役で演じることにより、人間と動物たちとの距離を縮め、その対比をわかりやすいものにするというプランが呈示された。このプランには賛否両論があり、強い嫌悪感を示す批評もある一方、現在でもこのプランを取り入れた演出が行われる場合がある。